# 독일 해적당
독일 해적당(獨逸 海賊黨, 독일어: Piratenpartei Deutschland 피라튼 파르타이 도이칠란드[*])은 2006년 9월 10일 베를린에서 설립된 독일의 정당이자 해적당이다. 독일 해적당은 스웨덴 해적당의 영향을 받아 스스로를 정보화사회 정당으로 규정하고 있다.

## 명칭
정당 명칭에 보함된 “해적”은 음반과 영화산업단체가 저작권법 위반을 “해적판”이라 칭한 것을 비꼬기 위해 사용됐다. 그렇지만 해적당은 불법복제의 확대에 찬성하는 것이 아니라 개인 용도의 복제 권리의 보장을 확대하고, 개인상용자간 파일공유의 비범죄화만을 추구한다.

## 정책

### 강령
해적당은 기존 정당들과 같이 완전한 강령의 형태로 자신의 목적을 밝히지 않고 있다. 해적당은 소위 말하는“ 연성 이익정당”의 형태로 창립되었다. 해적당은 기본 강령에서 독일 해적당은 000을 통한 디지털 혁명을 통해 독일 해적당도 다른 해적당들과 마찬가지로 국제 운동의 일환으로 생각하고 있으며, 특정 유권자집단을 지향하지는 않고 있다. 언론에서는 해적당이 가정용 컴퓨터 세대”와 “디지털 네이티브”를 대표한다고 묘사하고 있다.
당 강령은 2010년 5월 16일 빙엔 당대회에서 변경되었으며, 해적당 위키에 게재되어 있다. 독일 해적당의 기본강령과 선거강령의 주요 내용은 다음과 같다.

#### 시민권의 강화
해적당은 점점 더 제약이 심해지고 있는 시민권의 보호와 강화를 주장하고 있다. 통신 비밀보장이 민주주의 유지의 가장 중요한 축으로 보고 있다. 통화기록의 저장같은 것에 의해 통신비밀보장이 위협받고 있다고 주장한다. 모든 인간은 감시받지 않는 사적 영역을 가져야한다고 주장한다. 또 첩보업무에 대한 통제가 개선되어야한 다고 주장하고 있다. 해적당은 장기적으로 검열이 되고, 종국에는 법치국가 파괴로 이어지는 국가의 인터넷 검열을 거부하고 있다.
개인정보보호 개선과 사적 영역에 대한 보장은 반드시 실현되어야 한다고 본다. 국가와 사적기업이 개인 정보를 다루는 것은 원칙적으로 개인이 결정해야한다고 본다. 개인정보와 사적 영역을 침해하는 생체정보 여권과 전자건강카드, RFID는 재검토되어야 한다고 본다. 공공장소의 감시카메라설치 확대는 중단되어야 한다고 본다.

#### 국가활동의 투명화
정치와 경제 분야의 투명화는 부패없는 사회를 가져온다고 본다. 모든 시민은 정보사회라는 의미에서 행정활동에 대한 정보를 제공받을 권리가 있으나, 다른 사람의 개인정보호를 위반하는 예외가 된다. 그 외에 해적당은 공직자에 대한 견제 가능성을 강화하려 한다. 또 해적당은 조작 가능성을 배제할 수 없는 전자투표의 철폐를 주장하는데, 전자투표의 사용은 선거의 투명성을 침해한다고 본다. 또한, 해적당은 내부고발자에 대한 보호를 주장하고 있다.

#### 지적재산권법의 개정

##### 저작권법 개혁
해적당은 달라진 환경에 맞춰서 저작권법을 고쳐, 저작권자와 사용자간의 관계를 새롭게 하고자 한다. 이를 통해 지식과 창조적 작품의 자유로운 교환을 지원하려 한다.
기술진보에 따라 디지털로 작성된 저작물의 자유로운 복사가능성은 현실이 되었다. 해적당은 이를 “저작물에 대한 일반적 접근 기회로 받아들이고 활용해야한다.”고 주장한다. 이는 저작권자의 이익을 침해하는 것이 아니라 저작권에 유리하며, 시장구조로부터 저작권자를 자유롭게 하는 많은 혁신적인 사업 아이디어를 가능하게 한다. 이점에 대해 해적당은 예술가들과 교류하고 있으며, 이 활동을 적극적으로 할 방법을 찾고 있다.
해적당은 개인적인 용도의 복사와 파일공유의 범죄화를 끝낼 것을 요구하고 있다. 음악산업의 압력으로 저작권법이 저작권관리단체에 유리하도록 강화됐다고 본다. 이를 통해 국민다수가 범죄인화됐다고 보고 있다. 현재 저작권은 예술가의 사후 70년까지 보장되도록 되어 있다. 이는 원래 저작권법의 의미와 부합하는 것이 아니라, 오히려 지식에 공급을 인위적으로 일부 제한하는 결과를 가져오는 것이다. 그리고 저작권산업은 시민의 비용으로 이익을 취하는 것이다. 이렇기 때문에 해적당은 저작권 보호기간의 단축과 이에 대한 보상으로 예술에 대한 다양한 지원을 요구하고 있다. 그리고 해적당은 소비자 적대적인 디지털 권리 관리(Digital rights management, DRM)같은 복제 방지장치를 없애야 한다고 주장하고 있다. 해적당은 선거구호로 “모든이의 지식에 대한 접근”을 사용한 바 있다. 이는 대학과 학교에도 해당된다. 해적당에 따르면 저작권법의 제약이 없다면 효과적으로 지식의 유통이 이루어진다고 본다. 또 당은 지식이 사치품이 되는 것을 저지하고자 한다.

##### 특허법 개혁
특허를 낼 수 있는 것을 줄여야 한다고 주장한다. 특히 소프트웨어나 유전자 기술, 사업 아이디어 같이 어떤 경우에 이미 비합리적인 특허가 받아들여졌고, 그 긍정적 효과가 의심이 되는 경우에는 특히 더 그렇다고 본다.
독일 해적당은 특허체제의 개혁을 주장하고 있다. 이 체제는 혁신을 지원하기보다 방해할 뿐만 아니라 시장과 소상공인에 대한 부정적인 영향을 주는 독점을 형성하기 때문이다. 그 외 특허체제는 다른 사람의 시장진입을 막는 목적으로 사용되고 있지, 직접적 사용이나 효과가 있는 혁신을 재활용하는데 있지 않다고 본다.
이를 통해 특허권의 의미와 목적과는 정반대의 효과가 나타나고 있다. 특허권은 지적 창조적 재산을 보호하는 것이 아니라 대기업의 독점적 지위를 보호하는 역할을 하고 있다고 본다.

#### 교육
해적당은 학습목표지향이 아니라 학습계획 지향적 교육정책을 추구한다. 해적당의 입장에 의하면 미디어 해독력도 이 목표에 해당해야 한다고 본다. 해적당은 영유아의 무상교육을 주장하고 있다.

##### 교육기관의 무료화
해적당은 대학입학금을 반대한다. 모든 교육기관에 대한 개방과 개인에 대한 지원뿐만 아니라 교육체제의 민주화를 요구하고 있다. 해적당은 교육과 정보에 대해 자유로운 접근할 권리를 모든 인간이 가진 권리로 보고 있다.

##### 학술문헌의 자유로운 접근
세금의 지원을 받아 진행된 학술 연구의 결과는 무료로 접근할 수 있도로 해야 한다.

##### 인터넷 인프라 확대
인터넷 인프라는 확대되어야 하며, 이를 통해 소외된 지역의 인터넷 접근이 개선되어야 하며, 이를 통해 진보의 수혜를 받아야한다고 주장한다.

#### 복지 및 성평등, 가족 정책
모든 인간은 안전하게 생존하고, 사회적 참여를 할 권리가 있으므로, 재정적 보장도 무료 인프라의 일부분이 되어야 한다고 본다.
또 성적 정체성과 지향에 대한 자유로운 선택은 존중, 지원 받아야 한다고 본다. 외부가 정한 질서가 특정 성이나 성역할을 강요를 거부한다. 이에 따라 성별에 따른 이름사용 의무가 그랬던 것처럼 국가 행정기관에 의해 성별 기록이 폐지되어 한다고 주장하고 있다. 그리고 두명 이상으로 이루어진 파트너 관계를 포함해 모든 형태의 파트너관계를 허용해야 하며, 이 파트너 관계는 법률적으로 부부와 같은 대우를 받아야 한다고 주장한다.

#### 환경정책
해적당은 지속가능성을 지향하는 계획된 환경정책과 재생에너지에 대한 지원을 주장하고 있다. 핵에너지의 사용과 고어레벤의 핵폐기물 저장시설에 대해 반대하고 있다. 이는 중앙당 정책적 입장 문건에 명시되어 있으며, 여러 주당 강령에도 포함되어 있다.

### 기타 정책적 입장
그외에 해적당은 친척간에 성관계를 처벌을 규정하고 있는 형법상 근친상간 처벌 조항 철폐를 주장하고 있다. 해적당은 전 헌법재판소 판사, 하제메어가 소수의견으로 제시한 바 있듯이, "형법상 근친상간조항이 피해자 없는 범죄이며, 처벌이 형평성에 어긋난다."는 주장을 근거로 제시하고 있다.

## 해적당 내부의 논쟁

### 성별에 따른 대우 논쟁
2006년 해적당 창당부터 성별에 따른 대우에 대한 토론이 있었다. 이 토론은 당 내부뿐만이 아니라 언론에서도 다루어졌다. 해적당은 일반적으로 생각되는 성별의 특성과 그에 따른 대우를 거부했다. 해적당은 더 이상의 일반적인 성 역할과 성별에 따른 차등 대우는 없어져야한 한다는 포스트젠더적인 입장을 주장했다. 이 토론은 당 내부뿐만이 아니라 언론에서도 다루어졌다. 정당 가입시 성별에 따른 조사가 없으며, 사무실에서 여성 할당제, 좁은 의미의 중성적 언어 사용도 없다. 해적당은 일반적인 해적처럼 남성적 언어를 중성적 언어로 본다. 그리고 이것이 당원들에게 당의 원칙으로 적용된다.
이 논쟁은 해적당 내부의 매우 낮은 여성 당원이 비율에서 시작되었다. 정확히 알려져 있지는 않지만 여성 당원의 비율은 약 5%에서 15%로 추정된다. 여성의 적은 비율은 여성 후보자와 여성 당원의 숫자가 적은 것을 의미한다. 2012년 연방 수뇌부는 14%, 지부는 13%가 여성이었다. 몇몇의 지부에는 오로지 남성 당원만 있다. 다음으로 이것은 투표 사회학과 상응한다. 여성 투표자가 3분의 1밖에 되지 않는다. 비록 여성 유권자의 비율이 여성 당원의 비율보다 분명히 높지만, 여성 당원의 비율은 다른 당들과 비슷하게 낮다. 해적당 내에서 빈번하게 일어나는, 적어도 온라인 포럼에서는 언급되지 않는 무례한 토론문화가 하나의 원인일 수 있다.
포스트젠더 정당이 되어야 한다는 주장에 대한 정당 내부 설문에서 오로지 6%의 당원들만이 찬성했다. 당시 12%는 포스트젠더 사회 질서를 추구하는 것은 가치가 없거나 비현실적이라고 말했다. 토론에서 당원들은 여성 할당제는 성차별과 차별대우의 정수라고 자주 주장하였다. 정당 내부의 성 논쟁은 2010년 2월, 3월에 한 여성당원이 언론에 “확실히 성차별이 존재한다.”고 발표하면서 절정을 맞았다."여해적들"이라고 불리는 새로운 네트워크가 이것을 발표하고 여성들을 위한 메일주소 리스트를 만들 것을 원했다. 2012년 4월에는 젊은 여성당원이 해적당에 성차별과 인종차별에 대한 공개편지를 보냈다. 이 편지는 또다시 토론을 불러일으켰다. 뜨겁고 감정적인 이 두 토론은 언론에 의해 포착되었다.

### 정치적 권리에 대한 논쟁
2009년 이후로 해적당은 소수의 극우세력과 우익적 미디어와의 교제를 가지고 토론했다. 당원들은 한 쪽은 극우주의에 대해 경계해야한다고 주장하였고, 다른 한 쪽은 표현의 자유를 주장하며 둘 사이의 적절한 균형에 대한 의견의 차이가 있었다. 당 집행원인 Bodo Thiesen은 수정주의적 발언을 하여, 결국 제명절차 권한이 있는 라인란드-팔츠 지역 당 중재위원회가 제명 결정을 내리기 전에, 그는 전국사무이사회에 의해 자리에서 물러나게 되었다. 당시 위원장이었던 세바스티앙 네르츠는 형식상의 결함이었다며, 차후에 이와 유사한 언급에 대해 대응할 것이고. 해적당에는 인종주의를 위한 자리는 없다고 말하였다. 슈피겔 온라인의 정보에 따르면, 해적당은 Thiesen을 당에서 제명하기 위해 검토 중이라고 한다.

### 지적 재산권에 관한 논쟁
당 형성 초기에 개방된 민주주의를 지향하며 해적당을 지지하던 지식인, 예술가, 작가, 음악가 계층이 지적 재산권에 대한 견해 차이로 인해 당을 떠났다. 해적당은 지적 재산권의 약화, 모든 디지털 콘텐츠의 자유화 등 창작자들의 지적 재산권에 대한 견해와 충돌하여, 창작자들과 지식인 계층의 지지를 잃었다.

## 조직 구조
해적당은 당내 의사 형성과 의사 결정에 위임투표 소프트웨어인 리퀴드 피드벡(LiquidFeedback)을 활용하고 있다. 그와 더불어 전통적인 정당조직도 갖추고 있다.

### 대표단
초대 대표단은 창립 당원총회에서 선출되었며, 이후 매년 당원들이 참여하는 연방 당대회에서 새로 선출되고 있다. 2009년 당대회에서는 대표단 구성에 관한 당헌을 개정했다. 이를 통해 각각 한명의 정책위원장과 사무총장을 없애고, 4명의 보좌역을 신설했다.
| 연도    | 대표                         | 부대표                               | 재무담당        | 정책위원장                                                                          | 정책위원장                                                                          | 사무국장                                                                            | 사무국장                                                                              | 선거일       |
| ------- | ---------------------------- | ------------------------------------ | --------------- | ----------------------------------------------------------------------------------- | ----------------------------------------------------------------------------------- | ----------------------------------------------------------------------------------- | ------------------------------------------------------------------------------------- | ------------ |
| 2006/07 | 크리스토프 렝                | 엔스 자이펜부쉬                      | 페터 뵘         | 얀 후발드                                                                           | 얀 후발드                                                                           | 슈테판 렘프렉트                                                                     | 슈테판 렘프렉트                                                                       | 2006.9.10    |
| 2007/08 | 엔스 자이펜부쉬              | 스벤 리델                            | 페터 뵘         | 얀 후발드                                                                           | 얀 후발드                                                                           | 바스티앙 그룬트만                                                                   | 바스티앙 그룬트만                                                                     | 2007.5.20    |
| 2008/09 | 디어크 힐브레스트            | 엔스 자이펜부쉬                      | 세바스티안 쉐퍼 | 베른하르트 쉴로                                                                     | 베른하르트 쉴로                                                                     | 하우케 크루파                                                                       | 하우케 크루파                                                                         | 2008.5.18    |
|         |                              |                                      |                 | 보좌역                                                                              |                                                                                     |                                                                                     |                                                                                       |              |
| 2009/10 | 엔스 자이펜부쉬              | 안드레아스 폽                        | 베른트 슐뢰머   | 스테판 아아론 쾨니히 (사퇴 2010.05.10), 니콜레 호르눙, 토거스텐 비르트, 얀스 지몬스 | 스테판 아아론 쾨니히 (사퇴 2010.05.10), 니콜레 호르눙, 토거스텐 비르트, 얀스 지몬스 | 스테판 아아론 쾨니히 (사퇴 2010.05.10), 니콜레 호르눙, 토거스텐 비르트, 얀스 지몬스 | 스테판 아아론 쾨니히 (사퇴 2010.05.10), 니콜레 호르눙, 토거스텐 비르트, 얀스 지몬스   | 2009.7.4     |
| 2010/11 | 엔스 자이펜부쉬              | 안드레아스 폽                        | 베른트 슐뢰머   | 벤야민 슈퇴커 (사퇴 2010.8.5), 크리스토퍼 라우어, 다니엘 플라흐솨, 볼프강 두다      | 벤야민 슈퇴커 (사퇴 2010.8.5), 크리스토퍼 라우어, 다니엘 플라흐솨, 볼프강 두다      | 벤야민 슈퇴커 (사퇴 2010.8.5), 크리스토퍼 라우어, 다니엘 플라흐솨, 볼프강 두다      | 벤야민 슈퇴커 (사퇴 2010.8.5), 크리스토퍼 라우어, 다니엘 플라흐솨, 볼프강 두다        | 2010.5.15-16 |
|         |                              |                                      |                 | 정책위원장                                                                          | 사무국장                                                                            | 사무국장                                                                            | 보좌역                                                                                |              |
| 2011/12 | 세바스티안 네르츠            | 베른트 슐뢰머                        | 레네 브로시그   | 마리나 바이스반트                                                                   | 빌름 슈마허                                                                         | 빌름 슈마허                                                                         | 마티아스 슈라데, 게피온 튀르머                                                        | 2011.5.14–15 |
| 2012/13 | 베른트 슐뢰머                | 세바스티안 네르츠, 마르쿠스 바렌호프 | 즈반힐드 괴체   | 요하네스 포나더 (퇴임 2013.5.10)                                                    | 스벤 쇼마커                                                                         | 스벤 쇼마커                                                                         | 클라우스 포이케르트, 마티아스 슈라데 (퇴임 2012.11.25), 율리아 슈람 (퇴임 2012.10.26) | 2012.4.28–29 |
| 2013    | 베른트 슐뢰머 (퇴임 2013.10) | 세바스티안 네르츠, 마르쿠스 바렌호프 | 즈반힐드 괴체   | 카타리나 노쿤                                                                       | 스벤 쇼마커                                                                         | 스벤 쇼마커                                                                         | 클라우스 포이케르트, 안드레아스 폽, 크리스토페 칸 힌                                  | 2013.5.10–12 |

### 지역조직
2009년 중순부터 모든 주에 해적당 주당을 갖추게 됐다. 주별로 당조직은 다양한 형태를 띠고 있다. 바덴뷔르템베르크와 바이에른에는 모든 광역행정단위에 당조직을 갖추고 있으나 노르트라인베스트팔렌주에는 2개의 광역행정단위 당조직이 존재한다. 노르트라인베스트팔렌와 베를린에는 소유 "크루 시스템"을 도입하고 있다. 노르트라인베스팔렌의 경우 당규로 규정하고 있고, 베를린은 자율적으로 시행하고 있다. 광역행정단위 당조직이나 시군 당, 분회 등을 대신해 5-9명으로 구성된 쿠루를 구성할 수 있게 하고 있다. 바덴뷔르템베르크와 바이에른, 브란덴부르크, 브레멘, 헤센, 메클렌부르크포어폼머른, 니더작센, 노르트라인베스트팔렌, 라인란트 팔츠, 작센, 작센안할트, 튀링엔에는 시군당이 존재한다.

### 청년조직

청년 해적로고

해적당의 청년조직은 “청년 해적”(독일어: Jungen Piraten)이다. 청년 해적은 2009년 4월 18일 비스바덴에서 창립되었다. 2010년 8월 13일 임시 대표자회의부터 율리아 레다가 임시 대표를 맞고 있으며, 2010년 10월 10일 뒤셀도르프 총회에서 인준을 받았다. 청년해적의 회원자격은 27세까지다.

### 대학생조직
해적당의 대학생조직은 2009년 유럽의회 선거가 끝나면서 만들어지기 시작했다. 2009년 6월 울름대학에서 처음으로 만들어졌고, 7월에는 예나,칼스루에, 마인츠, 튀빙엔 대학에서 조직되었다. 현재(2010년 4월) 약 30여개 대학에 대학생조직이 있으며, 이 중 일부는 학생 대의기구에 의석을 가지고 있다.

### 정당 신문
해적당은 몇 개의 정당 신문을 발행한다. "해적의 편지"Piratenpartei. “Kaperbrief”. 2013년 10월 12일에 확인함.는 선거운동 신문이며 인포메이션 부스에서 배부된다. "병 속의 편지"는 당원들과 관계자들에 의존한다. 주마다 온라인으로 발행되며 이메일 뉴스나 PDF의 형태로 E-Book 독자들을 위해 배송된다. "나침반"Piratenpartei Deutschland. “Kompass”. 2013년 10월 12일에 확인함.은 분기마다 인쇄물로 발행되며 해적당원들의 토픽이 포함된다.

## 역사
스웨덴 해적당의 성공과 오스트리아 해적당의 창립 이후에 관심있는 사람들이 인터넷에서 모여 당헌 당규와 당 강령을 완성했다. 공식적인 창립총회는 2006년 9월 10일 53명이 참가한 가운데 베를린의 c-base에서 개최되었다. 2009년 4월 18일 비스바덴에서는 청년 해적이 만들어졌다. 이 청년 조직은 2010년 5월 15-16일 빙엔에서 개최된 연방 당대회에서 인준을 받았다. 2009년 6월 28일부터 16개 연방 주 보두에 지역조직을 두게 되었다.

### 선거
독일 해적당은 처음로 참가한 선거는 2008년 1월 28일 실시된 헤센주의회 선거로 6962표(0.3%)를 득표했다. 2009년 실시된 헤센주의회 선거에서는 지지율이 거의 배로 증가해 13,796표(0.5%)를 득표했다.
2009년 노르트란인-베스트팔렌주 기초의회 선거에서는 아헨과 뮌스터에서 각각 1명의 시의원을 당선시켰다.
2009년 6월 7일, 2009년 유럽 의회 의원 선거에서 22만 9117표, 전체의 0.9 %를 얻었다. 의석 획득에는 최소 5%의 지지가 필요하여 의석 획득에는 이르지 못했다.
2009년 8월 30일, 작센주 선거에서 1.9 %의 득표율을 얻었다. 이날 뮌스터시, 아헨시 시의회선거에서 두 도시 모두 지지기반이 약함에도 불구하고 각각 1석을 차지했다.
2009년 연방하원 선거에서는 작센주를 제외한 모든 주에서 출마해 2.0%를 득표했다. 이 선거에서 처음으로 선거권을 행사한 남성 중 13%가 해적당에 투표하였고, 젊은 남성층의 지지가 두드러졌다. 지지율이 높은 지역은 대학도시, 특히 동독지역의 대학도시들이었다. 예로 일멘나우와 예나에서 각각 6.1%와 4.8% 득표했다. 당시 선거운동으로 해적당은 “정치 & 커뮤티케이션”지가 수여하는 “정치단체의 캠페인”분야의 상을 수상하기도 했다. 같은 날 실시된 슐레스비히 홀슈타인주 의회 선거에서 1.8%의 득표율을 얻었다.
독일해적당은 2011년 함부르크 주 선거에서 2.1%의 득표율을 기록했다. 같은 해 뷔르템베르크 주 선거에서도 유사한 득표율을 보였다. 같은 해 작센안할트 주 선거에서는 1.4%(13828표)의 득표율을 기록했다. 2011년 라인란트팔츠 주 선거에서 1.6%의 득표율을 기록했다.
2011년 독일 해적당은 독일의 수도 베를린 시의원 선거에서 8.9%의 표를 얻어 15석을 획득하여, 시의회에 처음으로 ‘깃발’을 꽂고 제5당이 되었다.
2011년 12월 4일 창당 이후 첫 전당 대회를 개최했다. 당 대회에서는 2013년 독일 의회 선거 공약에 기본 소득을 도입 할 것인가에 대한 표결을 실시해, 66.9%의 찬성표를 얻었다.
2012년 3월 25일 Saarland 주 의회 선거에서 기존 정당인 FDR과 녹색당을 웃도는 7.4%의 득표를 얻어 약진, 4석을 획득 하여 의회 제 4당이 되었다. 자를란트 주는 베를린에 이어 해적 당이 의석을 얻은 두 번째 주가 되었다.
2012년 4월 지방 선거에서 연달아 약진하여, 해적당 지지율이 13%에 다다라, 제 3당까지 상승했다. 5대 정당제가 정착한 독일에서 5대 정당이 아닌 당이 지지율이 제 3당으로 약진한 것은 처음이다.
2012년 5월 6일 슐레스비히 홀슈타인 주 의회 선거에서 8.2 %의 득표를 얻어 6 의석을 획득하였고, 5월 13일에 열린 노르트라인-베스트팔렌 주 의회 선거에서도 7.8%의 득표를 얻어 20석을 획득했다.

### 지지도 하락과 2013년 연방 선거
성공적이었던 주 선거 후, 당은 전국 여론 조사에서 13%까지 득점 할 수 있었다. 그러나, 2012~2013년을 거치면서 잇단 실책에 대한 미디어의 주목으로 전년까지의 기세를 잃었다. 당대표 베른트 슐뢰머와 정책국장 요하네스 포나더 사이의 당 운영에 대한 견해 차이에 따른 내부분쟁이 미디어를 통해 이슈화되었고, 미국 NSA의 도청 스캔들 이슈에 대해 전문적으로 대처하지 못하여 지지율을 올릴 수 있는 좋은 기회를 놓치는 등 실책을 연달아 범했다. 이후 해적당은 투표권자들의 신뢰를 잃고 여론 조사에서 지지도가 꾸준히 감소하였다.
그 결과, 2013년 1월 니더작센주 선거에서, 해적 당은 주 의회의 실제 좌석을 얻기 위해 필요한 5 %의 임계값을 충족시키지 못한 투표의 약 2.1 %를 얻었다. 여섯 달 후 바이에른 주 선거에서는 2%의 투표율을 받았다. 일주일 후 독일 연방하원 선거에서 그들은 2.2%의 투표 밖에 얻지 못하였고, 이것은 당수 베른트 슐뢰머가 사임하는 계기가 되었다.

### 재정과 국고 보조
2009년 선거 결과가 정당에 대한 국고보조 기존을 충족함에 따라 2009년에 84,554.51유로의 국가의 정당 보조금을 받았다. 국고 보조 없이 운영되던 2008년 당수입 31,504.68유로를 크게 상회하는 금액이다.. 2012년 5월 연방 정당은 단 두 명의 유급직원이 있었다. 몇 명이 과도한 업무와 피로로 인해 퇴직한 후에 3만명의 당원들을 고려하여 특성화된 정당 구조가 있어야 한다는 말이 나왔다. 심지어 약 55,000유로의 컴퓨터 프로그램을 제대로 유지할 수 없었다. 프로그램 문제들은 네 달에서 다섯 달의 체불액을 발생시켰다.

### 당적변경에 의한 원내진출
2009년 7월 20일 사민당 소속 연방 하원 의원이던 요르크 타우스가 2009년 연방하원 선거 3개월 전에 해적당에 입당하면서 일시적으로 연방하원에 의석을 가진 원내 정당이 되었다.
2009년 3월 칼스루에 검찰은 타우스에 대해 어린이 포르노물의 보유 및 배포혐의로 기소한 바 있다. 해적당은 타우스의 입당후 무죄 추정의 원칙을 들어 출당 조치 요구를 거부했다. 2009년 7월에 당은 불합리한 기소라고 발표하기도 했다. 그렇지만 당규에는 형사처벌을 받은 당원을 출당 조치 된다고 규정하고 있다. 2010년 5월 타우스가 어린이 포르노 보관 혐의로 유죄 판결을 받은 후 당은 출당 조치를 취했다.

### 당원과 지지자

#### 당원
해적당의 당원 수는 2009년 6월과 10월 사이에 크게 늘어 10배로 증가했다. 해적당은 유럽의회 선거를 치르면서 인지도가 크게 상승하게 되었고, 어린이 포르노를 포함하고 있는 웹사이트에 대한 접근 제한법에 관한 토론, 그리고 2009년 연방 하원 선거운동에 따라 당원이 크게 증가하게 됐다. 해적당의 발표에 따르면 2009년 9월 독일에서 7번째로 당원이 많은 정당이자, 연방하원에 의석이 없는 정당 중에 가장 큰 정당이 되었다. 2010년 4월 중순에는 당원수가 12,000명을 넘었다. 2010년 5월에서 2011년 9월 사이 당원 수는 한동안 정체되었으나, 2011년 베를린 시의회 선거에서 성공을 거두면서 다시 급격한 증가 양상을 보였다. 시 의회 선거 이후 4개월 간 당원 수는 20,000명에 이르렀다.
해적당의 당원자격은 회비를 납부하지 않아도 없어지지 않으나, 의결권을 상실한다. 2013년 5월 초 기준으로 32%의 당원이 회비를 납부하고 있다.
언론이 보도한 바에 따르면 해적당 당원은 다른 기성정당에 미해 매우 젊은 것으로 나타났다. 당원의 평균연령은 녹색당은 46,8세, 자민당은 51세, 기민련은 56,4세, 사민당은 58세, 좌파당은 62,5세인 것으로 조사됐다.(2009.8.2 기준). 이에 배해 해적은 당원 평균연령이 29세였다. 2012년 4월 조사 결과 당원들의 평균나이는 40세로 조사되었다.
해적당이 여성당원의 비율을 공개하고 있지 않아 정확히 알려진 바는 없지만, 공지선거 후보와 주요 당직자의 여성 비율로 미루어 봤을 때, 5~15퍼센트 사이로 추정된다. 2009년 유럽의회 선거 후보 10명중 1명이 여성이었고, 2009년 연방하원 선거의 비례 대표 후보 98명 중 4명이 여성이었다. 그외 주의회 선거 후보 중에도 여성의 비율이 매우 낮은 편이었다. 이는 선거 연구결와도 일치한다. 2009년 연방하원 선거에서 18-24세 남성 유권자는 12%가 해적당을 지지했고, 여성 유권자는 5% 지지하는데 그쳤다. 25-34세 남성 유권자는 6% 지지한데 반해, 여성 유권자는 2% 만이 해적당을 지지했다. 매년 새롭게 선출되는 7명의 당대표단에도 2009/2010년에 1명의 여성이 포함된 것이 전부였다.

#### 지지자
해적당 지지자들은 60세 이상을 제외한 모든 연령 계층에 분포하고 있으며, 계층적으로도 널리 분포되어 있다. 해적당을 지지하는 것과 인터넷 선호도 사이에는 상관관계가 밝혀지지 않았으며, 녹색당 지지자들의 인터넷 사용 정도는 해적당 지지자들과 같았다.
2011년 10월 포르자 기관에서 조사된 바로는, 극좌적 성향을 1, 극우적 성향을 10으로 두었을 때, 해적당 지지자들은 4.7로 나타났으며, 녹색당 지지자들의 3.9나 SPD 지지자들의 4.4보다 중도에 가까운 성향을 보였다. 많은 수의 해적당 지지자들은 특정 당을 지지하지 않던 유권자들로부터 비롯되었으며, 해적당은 이러한 무당파 유권자들을 두고 녹색당과 경쟁하고 있다.
2009년 연방하원선거에서 18세 이상 24세 이하의 남성 유권자의 12%가 해적당을 지지하였고, 같은 연령대의 여성 유권자의 5%가 해적당을 지지하였다. 25세 이상 34세 이하의 남성 유권자 중 6%가 해적당을 지지하였고, 여성 유권자 중 2%가 해적당을 지지하였다.
2013년 초 Handelsblatt Online의 요청에 의한 온라인 시장조사기업 Mafo의 조사에 의하면, 70.6%의 유권자가 독일 정당 민주주의에 해적당은 필요 없다고 대답하였다. 18세 이상 30세 이하 유권자 중 64.3%가 해적당이 없어도 아무런 손실이 없을 것이라고 답하였다.

## 정당의 위치
기민련과 기사련은 해적당 내에서 논쟁의 여지없이 관심사가 충돌하는 정당이다. 우니온에서는 개인정보보호나 저작권, 인터넷 같은 개념이 당 강령에서 중요한 역할을 하지 못하고 있다. 쇼이블레나 폰 라이엔같은 정치인도 해적당과 대척점에 있는 정치인이다.
사민당과의 관계는 대연정시기의 통신 정책으로 잘 규정된다. 연정 파트너로서 “인터넷 접근제한법”에 대해 사민당은 찬성한 바있다. 하지만 사민당의 일부는 인터넷 접근제한법에 반대입장을 견지했고, 2009년 선거에서는 접근제한법을 반대하는 입장을 취하기도 했다.
해적당은 자민당을 시민권을 위한 투쟁과정에서 생겨난 것이 아니라 경제로비스트에서 생겼다고 본다. 해적당 당원들은 해적당의 정책노선을 완전히 수용하는 경우에 진정한 자유주의자라고 생각한다.
해적당이 2009년 선거강령에서 녹색당의 통신정책을 비판하는데 한 장을 배정할 정도로 녹색당과의 차별화를 시도하고 있다. 해적당이 차별화에 공을 들이는 이유가 녹색당의 정책이 해적당의 정책과 매우 유사하다는 점 때문일 수도 있다. 해적당은 녹색당과의 조직적 차이에 대해서도 강조한다. 네트워크에 기초한 민주주의와 토대민주주의로 차이가 난다고 강조한다. 하지만 녹색당 주요당원이 해적당에 가입하는가 하면, 스웨덴 해적당의 유럽의회 의원이 녹색당과 같은 교섭단체에서 활동하는 공통점이 많은 편이다.
좌파당과는 사회구조적인 면에서 대척점에 있는 정당이다. 좌파당의 당원의 평균연령이 62세인데 반해 해적당은 29세에 지나지 않는다. 해적당은 민주적 시장경제에 토대를 두고 있다는 점에서 차이가 난다.